# Вабаска 166A
Вабаска 166A (англ. Wabasca 166A) — індіанська резервація в Канаді, у провінції Альберта, у межах муніципального району Лессер-Слейв-Рівер № 124.

## Населення
За даними перепису 2016 року, індіанська резервація нараховувала 658 осіб, показавши скорочення на 10,8%, порівняно з 2011-м роком. Середня густина населення становила 103,9 осіб/км².
З офіційних мов обидвома одночасно володіли 5 жителів, тільки англійською — 640. Усього 325 осіб вважали рідною мовою не одну з офіційних, з них усі — одну з корінних мов.
Працездатне населення становило 51,2% усього населення, рівень безробіття — 30,2%.
Середній дохід на особу становив $29 342 (медіана $19 552), при цьому для чоловіків — $29 792, а для жінок $28 989 (медіани — $17 984 та $22 080 відповідно).
10,7% мешканців мали закінчену шкільну освіту, не мали закінченої шкільної освіти — 64,3%, 26,2% мали післяшкільну освіту, з яких 18,2% мали диплом бакалавра, або вищий.
| Статево-вікова структура населення | Статево-вікова структура населення | Статево-вікова структура населення | Статево-вікова структура населення | Статево-вікова структура населення |
| ---------------------------------- | ---------------------------------- | ---------------------------------- | ---------------------------------- | ---------------------------------- |
|                                    |                                    |                                    |                                    |                                    |
| Всього                             | Всього                             | 50,4%49,6%                         |                                    |                                    |
| 0 — 14 років                       | 0 — 14 років                       |                                    | 34,1%                              | 34,1%                              |
| 15 — 64 років                      | 15 — 64 років                      |                                    | 57,6%                              | 57,6%                              |
| 65 і більше                        | 65 і більше                        |                                    | 8,3%                               | 8,3%                               |
| Середній вік (років)               | Середній вік (років)               | 29,831,6                           | 30,7                               | 30,7                               |
| Медіана (років)                    | Медіана (років)                    | 25,128,2                           | 26,6                               | 26,6                               |
| — чоловіки — жінки                 |                                    |                                    |                                    |                                    |

| Походження мешканців:     | Походження мешканців:     | Походження мешканців: | Походження мешканців: | Походження мешканців: |
| ------------------------- | ------------------------- | --------------------- | --------------------- | --------------------- |
| Походження                |                           |                       | осіб                  | %                     |
| Корінні американці        | Корінні американці        |                       | 635                   | 98.45%                |
| Інше північноамериканське | Інше північноамериканське |                       | 15                    | 2.33%                 |
| Європейське               | Європейське               |                       | 115                   | 17.83%                |
| британське                | британське                |                       | 45                    | 6.98%                 |
| французьке                | французьке                |                       | 65                    | 10.08%                |

## Клімат
Середня річна температура становить 1°C, середня максимальна – 20,8°C, а середня мінімальна – -23,2°C. Середня річна кількість опадів – 465 мм.
| Клімат поселення                              | Клімат поселення | Клімат поселення | Клімат поселення | Клімат поселення | Клімат поселення | Клімат поселення | Клімат поселення | Клімат поселення | Клімат поселення | Клімат поселення | Клімат поселення | Клімат поселення | Клімат поселення |
| Показник                                      | Січ.             | Лют.             | Бер.             | Квіт.            | Трав.            | Черв.            | Лип.             | Серп.            | Вер.             | Жовт.            | Лист.            | Груд.            |                  |
| Середній максимум, °C                         | −11,25           | −7,16            | −1,17            | 8,31             | 15,04            | 19,78            | 20,80            | 19,76            | 14,21            | 8,51             | −1,56            | −8,76            |                  |
| Середня температура, °C                       | −17,21           | −13,1            | −7,14            | 2,36             | 9,07             | 13,84            | 16,03            | 14,99            | 9,44             | 3,74             | −6,33            | −13,54           |                  |
| Середній мінімум, °C                          | −23,16           | −19,06           | −13,08           | −3,58            | 3,13             | 7,88             | 11,25            | 10,22            | 4,66             | −1,04            | −11,09           | −18,3            |                  |
| Норма опадів, мм                              | 23               | 18               | 16               | 25               | 46               | 74               | 95               | 62               | 40               | 25               | 20               | 21               |                  |
| Середньомісячна швидкість вітру, м/с          | 3.00             | 2.90             | 3.20             | 3.39             | 3.40             | 3.00             | 2.80             | 2.80             | 3.00             | 3.32             | 3.10             | 3.00             |                  |
| Середньомісячна сонячна радіація, кДж/м²·день | 2716             | 6038             | 11503            | 16983            | 20596            | 21929            | 21480            | 17525            | 11468            | 6365             | 2986             | 1867             |                  |
| --------------------------------------------- | ---------------- | ---------------- | ---------------- | ---------------- | ---------------- | ---------------- | ---------------- | ---------------- | ---------------- | ---------------- | ---------------- | ---------------- | ---------------- |
| Джерело:                                      |                  |                  |                  |                  |                  |                  |                  |                  |                  |                  |                  |                  |                  |